# Juno Awards 2007
Die Juno Awards 2007 wurden vom 31. März bis zum 1. April 2007 im Credit Union Centre von Saskatoon, Saskatchewan, Kanada verliehen. Die Moderation übernahm Nelly Furtado, die außerdem mit fünf auch die meisten Auszeichnungen verliehen bekam.

## Ablauf
Der Juno Cup fand am 30. März 2007 in der Art Hauser Arena in Prince Albert statt.
Die meisten Gewinner wurden beim Juno Gala Dinner im TCU Place ausgezeichnet. Die Verleihung wurde nicht öffentlich abgehalten. Dort wurden auch die Spezialpreise vergeben.
Die Hauptverleihung am 1. April 2007 wurde von CTV übertragen. Dort wurden die folgenden Awards vergeben:
- Album of the Year
- Group of the Year
- Juno Fan Choice Award
- New Artist of the Year
- R&B/Soul Recording of the Year
- Rock Album of the Year
- Single of the Year

## Nominierungen und Gewinner
Die Nominierungen wurden am 6. Februar 2007 verkündet.

### Personen
| Artist of the Year | Group of the Year |
| --- | --- |
| Nelly Furtado - Gregory Charles - Diana Krall - Pierre Lapointe - Loreena McKennitt | Billy Talent - Alexisonfire - Hedley - Three Days Grace - The Tragically Hip |
| New Artist of the Year | New Group of the Year |
| Tomi Swick - Eva Avila - Neverending White Lights - Melissa O’Neil - Patrick Watson | Mobile - Evans Blue - Idle Sons - Jets Overhead - Stabilo |
| Fan Choice Award | Songwriter of the Year |
| Nelly Furtado - Michael Bublé - Gregory Charles - Sarah McLachlan - Nickelback | Gordie Sampson, Jesus Take the Wheel, Words Get in the Way and Crybaby - Sarah Harmer, I Am Aglow, Oleander and Escarpment Blues - k-os, Sunday Morning, The Rain and Flypaper - Nickelback, Far Away, If Everyone Cared and Rockstar - Ron Sexsmith, All in Good Time, Never Give Up and Hands of Time                                                               |
| Jack Richardson Producer of the Year | Recording Engineer of the Year |
| Brian Howes, Trip (Hedley) and Lips of an Angel (Extreme Behavior) - Bob Rock, In View and World Container (The Tragically Hip) - David Foster, Un Giorno Per Noi (Romeo E Giulietta) and Un Dia Llegara (Josh Groban) - Julius „Juice“ Butty, Save Your Scissors (City and Colour) and This Could Be Anywhere in the World (Alexisonfire) - k-os, The Rain and Sunday Morning | John „Beetle“ Bailey, Rain (Molly Johnson) and Sisters of Mercy (Serena Ryder) - David Travers-Smith, The Devil's Paintbrush Road and Prairie Town (The Wailin' Jennys) - Eric Ratz, Devil in a Midnight Mass and Red Flag (Billy Talent) - L. Stu Young, Fury and 3121 (Prince) - Sheldon Zaharko, Back Up on the Horse (Barney Bentall) and Unsung (Jenny Whiteley) |

### Alben
| Album of the Year | Aboriginal Album of the Year |
| --- | --- |
| Loose – Nelly Furtado - Billy Talent II – Billy Talent - I Think of You – Gregory Charles - Hedley – Hedley - One-X – Three Days Grace | Sedzé – Leela Gilday - Blood Red Earth – Susan Aglukark - Burn – Jason Burnstick - Seeds – Digging Roots - Stay Red – Northern Cree |
| Adult Alternative Album of the Year | Alternative Album of the Year |
| The Light That Guides You Home – Jim Cuddy - I'm a Mountain – Sarah Harmer - Living with War – Neil Young - Time Being – Ron Sexsmith - When the Angels Make Contact – Matt Mays | Sometimes – City and Colour - Skelliconnection – Chad VanGaalen - Return to the Sea – Islands - Trompe-l'œil – Malajube - Not Saying/Just Saying – Shout Out Out Out Out |
| Blues Album of the Year | Children’s Album of the Year |
| House of Refuge – Jim Byrnes - Colin James & The Little Big Band 3 – Colin James - Easin' Back To Tennessee – Colin Linden - Acoustic – David Gogo - The Way It Feels – Roxanne Potvin | My Beautiful World – Jack Grunsky - Dinosaurs, Dragons and Me – Donna & Andy - Join the Band – Ken Whiteley - Snooze Music – Rick Scott - Murmel Murmel Munsch! – Robert Munsch |
| Classical Album of the Year (solo or chamber ensemble) | Classical Album of the Year (large ensemble) |
| Piazzolla – Jean-Marie Zeitouni and Les Violons du Roy - Mozart: Complete Piano Trios – The Gryphon Trio - Mozart the Mason – Jonathan Crow, Douglas McNabney and Matt Haimovitz - On the Threshold of Hope: Chamber Music by Mieczyslaw Weinberg – Artists of the Royal Conservatory - Shostakovich: String Quartets 3, 7 & 8 – St. Lawrence String Quartet | Mozart: Violin Concerti – James Ehnes and the Mozart Anniversary Orchestra - Mozart: Violin Concerti – Jon Kimura Parker/James Parker/Ian Parker/CBC Radio Orchestra/Mario Bernardi - Rhapsodies – Alain Lefèvre and the Orchestre symphonique de Montréal - Saint-Saëns: Symphony No. 3 Organ – Philippe Bélanger/Orchestre Métropolitain du Grand Montréal/Yannick Nézet-Séguin - Shostakovich's Circle – I Musici de Montréal |
| Classical Album of the Year (vocal or choral performance) | Contemporary Christian/Gospel Album of the Year |
| Mozart: Arie e Duetti – Isabel Bayrakdarian, Michael Schade and Russell Braun with the Canadian Opera Company Orchestra - Adrianne Pieczonka Sings Wagner and Strauss – Adrianne Pieczonka - Extase – Measha Brueggergosman and the Orchestre symphonique de Québec - Purcell – Karina Gauvin and Les Boréades - Wagner: Arias – Ben Heppner                 | Wide-Eyed and Mystified – Downhere - Beauty in the Broken – Starfield - Glory – Manafest - Pollyanna's Attic – Carolyn Arends - Smile, It's The End of the World – Hawk Nelson |
| Francophone Album of the Year | Instrumental Album of the Year |
| Il était une fois dans l'est – Antoine Gratton - Le coeur dans la tête – Ariane Moffatt - Trompe-l'œil – Malajube - La Forêt des mal-aimés – Pierre Lapointe - Compter les corps – Vulgaires Machins | Run Neil Run – Sisters Euclid - …and another thing – Joël Fafard - Café Tropical – Johannes Linstead - Recording a Tape the Colour of the Light – Bell Orchestre - Yours Truly – Natalie MacMaster |
| International Album of the Year | Contemporary Jazz Album of the Year |
| Taking the Long Way – Dixie Chicks - Ancora – Il Divo - Confessions on a Dance Floor – Madonna - FutureSex/LoveSounds – Justin Timberlake - Stadium Arcadium – Red Hot Chili Peppers | From the Heart – Hilario Durán and his Latin Jazz Big Band - At Sea – Ingrid Jensen - Hugmars – Hugh Marsh - Moment in Time – Richard Underhill - Obsession – Kent Sangster |
| Traditional Jazz Album of the Year | Vocal Jazz Album of the Year |
| Avenue Standard – Jon Ballantyne - Mnemosyne's March – Mike Murley and The David Braid Quartet - Movin‘ and Groovin‘ – Jake Langley - Other Stories – William Carn - ZHEN: The David Braid Sextet Live, Volume II – David Braid | From This Moment On – Diana Krall - Calling for Rain – Lori Cullen - Fight or Flight? – Kellylee Evans - Messin' Around – Molly Johnson - Start to Move – Elizabeth Shepherd |
| Pop Album of the Year | Rock Album of the Year |
| Loose – Nelly Furtado - Atlantis: Hymns for Disco – k-os - Ghost Stories – Chantal Kreviazuk - Stalled Out in the Doorway – Tomi Swick - Wintersong – Sarah McLachlan | Billy Talent II – Billy Talent - Chemical City – Sam Roberts - Never Hear the End of It – Sloan - Tomorrow Starts Today – Mobile - World Container – The Tragically Hip |
| Roots & Traditional Album of the Year – Solo | Roots & Traditional Album of the Year – Group |
| Yellowjacket – Stephen Fearing - An Ancient Muse – Loreena McKennitt - Milly's Cafe – Fred Eaglesmith - We Belong to the Gold Coast – Steve Dawson - When We Get There – Lennie Gallant | Bloom – The McDades - Firecracker – The Wailin' Jennys - Hello Love – Be Good Tanyas - Let's Frolic – Blackie and the Rodeo Kings - Migrations – The Dukhs |
| World Music Album of the Year | |
| Kaba Horo – Lubo Alexandrov - African Guitar Summit II – Alpha Yaya Diallo, Mighty Popo, Adam Solomon, Pa Joe, Madagascar Slim and Donné Robert - Bahiatronica – Monica Freire - Coeur vagabond – Bïa - The Edge – Mr. Something Something | |

### Lieder und Aufnahmen
| Single of the Year | Classical Composition of the Year |
| --- | --- |
| Promiscuous – Nelly Furtado featuring Timbaland - All I Can Do – Chantal Kreviazuk - Devil in a Midnight Mass – Billy Talent - Pull Me Through – Jim Cuddy - Sunday Morning – k-os | Clere Vénus – Denis Gougeon - A Midwinter Night's Dream – Harry Somers - Of Memory and Desire – Harry Somers - Tumbling Strain – Neil Currie - Varley Suite for Solo Violin – Stephen Chatman |
| Country Recording of the Year | Dance Recording of the Year |
| Somebody Wrote Love – George Canyon - Big Wheel – Aaron Pritchett - Countrified – Emerson Drive - Doc Walker – Doc Walker - Love & Negotiation – Carolyn Dawn Johnson              | Sexor – Tiga - Airbreak – Danny D - Lift Off – Taras - (Maybe You'll Get) Lucky – The Sound Bluntz - The Remix Album – Champion                                                               |
| R&B/Soul Recording of the Year | Rap Recording of the Year |
| mySOUL – jacksoul - Life Less Ordinary – Deesha - Believe – George - Face Behind The Face – Karl Wolf - Been Gone – Keshia Chanté                                                  | Black Magic – Swollen Members - The Answer – Rich London - The Frenzy of Renown – Arabesque - Hitch Hikin' Music – Classified - Organic Music for a Digital World – DL Incognito              |
| Reggae Recording of the Year | |
| Xrated – Korexion - Hard to See – Humble - In the Streets – Trinity Chris feat. Blessed - Kulcha Connection – Kulcha Connection - Survival – Kwesi Selassie                        | |

### Weitere
| CD/DVD Artwork Design of the Year | Video of the Year |
| --- | --- |
| Chloe Lum and Yannick Desranleau: The Looks (MSTRKRFT) - Alexisonfire, Garnet Armstrong and Erno Rossi: Crisis (Alexisonfire) - Tim Domoslai: Treeful of Starling (Hawksley Workman) - Julien Mineau and Virginie Parr: Trompe-l'oeil (Malajube) - Garnet Armstrong, Simon Paul, Linda Philp and Susan Michalek: World Container (The Tragically Hip) | Dave Pawson and Jonathan Legris: Bridge to Nowhere (Sam Roberts) - Sean Michael Turrell: Devil in a Midnight Mass (Billy Talent) - Floria Sigismondi: Hurt (Christina Aguilera) - Drew Lightfoot: Coast Is Clear (In-Flight Safety) - k-os, Micah Meisner and Zeb Roc: ElectriK HeaT: The Seekwill (k-os) |

### Canadian Music Hall of Fame
- Bob Rock

### Allan Waters Humanitarian Awards
- Tom Jackson

### Walt Grealis Special Achievement Award
- Donald K. Tarlton